# Gottfried Bangerter
Gottfried Bangerter (* 28. Mai 1847 in Lyss; † 30. Juli 1923 in Bern) war ein Schweizer Unternehmer, der massgeblich zur Industrialisierung im Kanton Bern beitrug. Er prägte insbesondere die Energieversorgung und die Sauerstoffherstellung.

## Frühe Jahre und Ausbildung
Gottfried Bangerter wurde am 28. Mai 1847 in Lyss, Kanton Bern, als ältestes von zwölf Kindern geboren. Die Familie Bangerter stammte aus einfachen Verhältnissen, aber der Vater, Johannes Bangerter, ein Mühlenbauer und Unternehmer, hatte sich erfolgreich in der Branche etabliert. Er gründete eine Fabrik für Baustoffe, was die Grundlage für den unternehmerischen Geist des Sohnes legte.  Gottfried Bangerters Interesse an Technik und Unternehmertum führte ihn zu einer kaufmännischen Ausbildung, die er in Basel absolvierte.

## Frühe Berufserfahrungen und Einstieg ins Unternehmertum
Nach Abschluss seiner Ausbildung zog Gottfried Bangerter 1871 nach Langenthal, einem wichtigen Zentrum des Textilhandels im Kanton Bern. Zusammen mit Samuel Stettler (1844–1931) gründete Bangerter das Unternehmen Stettler & Bangerter, das zunächst als Handelshaus für Garne und Stoffe im Verlagswesen fungierte. Bangerter kaufte die Garne aus heimischer Spinnerei ein, gab sie wiederum an Private zum Weben, Bleichen, Appretieren und Färben, bevor er die fertigen Stoffe an Händler veräusserte. Das Unternehmen florierte dank der steigenden Nachfrage nach Textilien, und Bangerter zeigte bereits früh seine Fähigkeiten im Management und in der Geschäftsentwicklung.
Nachdem Bangerter und Stettler das Unternehmen stetig ausgebaut hatten, entschieden sie 1897, eine moderne mechanische Weberei zu gründen. Doch bereits im Jahr darauf verkauften sie die Weberei an die etablierte Firma Gugelmann & Cie. Dieser Schritt war ein finanzieller Erfolg für Bangerter, der ihm Freiheiten für die weitere berufliche Entwicklung gab.

## Engagement in der Energiewirtschaft und der Gasherstellung
Neben seiner Tätigkeit in der Textilwirtschaft war Bangerter besonders im Bereich der Energieversorgung und der Gasherstellung aktiv. In einer Zeit, in der die Elektrifizierung der Schweiz erst begann, erkannte er früh die Bedeutung der Elektrizität für die industrielle Entwicklung. Seine Vision war es, dass die Einführung elektrischer Energie die Produktivität und Effizienz in vielen Sektoren verbessern würde. 1895 wurde das Elektrizitätswerk Wynau gegründet, wobei Bangerter als Vertreter der Langenthaler Wirtschaft eine führende Rolle spielte und dementsprechend als Vizepräsident im Verwaltungsrat der Firma Einsitz nahm. 1903 wurde er in die Expertenkommission zur Fusion der Elektrizitätswerke Hagneck und Kander berufen. Im fusionierten Unternehmen übernahm er das Verwaltungsratspräsidium, bevor es vom Kanton übernommen und in den Bernischen Kraftwerken (BKW) aufging.
1893 war Bangerter Mitgründer der Kohlensäurefabrik Bern A.G., die im Jahr zuvor als Kommanditgesellschaft Gehrig, Plepp & Cie. gegründet wurde, um flüssige Kohlensäure zu produzieren. Einmal mehr zeigte Bangerter dabei sein Gespür für zukunftsträchtige Industrien und sein unternehmerisches Durchsetzungsvermögen. Zusammen mit Freunden beschaffte er eine grosse Kapitalbasis, vervielfachte den Bestand an Stahlflaschen und bereits 1896 konnte eine Zweigstelle in Zürich eröffnet werden.
1908 folgte die Diversifikation durch die Herstellung von Stickstoff, Sauerstoff und anderen technischen Gasen.
1921 änderte das Unternehmen, dem Bangerter bis zu seinem Tod als Präsident vorstand, seinen Namen zu «Carba, Fabriken für komprimierte Gase A.-G.» (heute als Carbagas Teil der Air-Liquide-Gruppe).

## Diversifikation und unternehmerische Weitsicht
Bangerter war ein vielseitiger Unternehmer, der sich nicht auf eine einzige Branche beschränkte. Er erkannte früh das Potenzial in verschiedenen Sektoren und beteiligte sich an zahlreichen Unternehmen.
Im Eisenbahnsektor war er Verwaltungsrat der Schweizerischen Centralbahn, bis diese verstaatlicht wurde. Die Papierfabrik Utzenstorf führte er nach einer erfolgreichen Übernahme zu wirtschaftlichem Erfolg. Unter seiner Leitung konnte das Unternehmen seine Produktion ausbauen und sich als führender Hersteller im Schweizer Papiermarkt etablieren. In der Konsumgüterindustrie übernahm er das Präsidium der Schweizerischen Kindermehl-Fabrik, die gesunde Babynahrung für den wachsenden Markt produzierte. Er erkannte früh die Bedeutung einer hochwertigen Ernährung für Kleinkinder und trieb die Expansion der Fabrik voran. Während er in der Zuckerfabrik & Raffinerie Aarberg ohne grossen Einfluss blieb, förderte er mit der Schweizerischen Speisewagen-Gesellschaft den Komfort im Bahnverkehr und machte luxuriöse Speisewagen zu einem festen Bestandteil der Zugreisen. Zudem begleitete er die Fusion von Lüscher, Leber & Cie. in Bern und pflegte enge Beziehungen zur Hallwag AG. In der Industrie war er bis ins hohe Alter in der Maschinen-Aktien-Gesellschaft tätig. Schliesslich stärkte er als Bankrat der Kantonalbank von Bern seine Verbindungen zur Finanzwelt und festigte seine wirtschaftliche Stellung.

## Politik
Seine Fähigkeit, in unterschiedlichen Wirtschaftssektoren erfolgreich zu sein, sicherte ihm einen Platz als eine der führenden Wirtschaftspersönlichkeiten im Kanton Bern. So war es folgerichtig, dass sich Bangerter auch politisch engagierte. Zunächst war er Mitglied im Gemeinderat Langenthal sowie im Grossen Rat des Kantons Bern. Von 1890 bis 1902 sass er als Vertreter der Liberalen im Nationalrat.

## Familienleben und gesellschaftliches Engagement
Trotz seines beruflichen Erfolges war Bangerter ein Familienmensch, der auch gesellschaftliche Aktivitäten nicht misste. Er war mit Julia Rhyner verheiratet, mit der er sieben Kinder hatte.